# Damagetos z Rodos

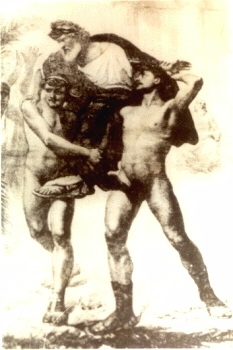
Diagoras niesiony na ramionach przez synów

Damagetos z Rodos (gr. Δαμάγητος) – starożytny grecki atleta pochodzący z wyspy Rodos, dwukrotny zwycięzca w pankrationie na igrzyskach olimpijskich.
Należał do rodu słynnych sportowców, olimpionikami byli jego ojciec Diagoras, bracia Dorieus i Akusilaos oraz synowie jego siostry Ferenike, Eukles i Pejsidoros. W 452 p.n.e. zwyciężył w pankrationie na igrzyskach w Olimpii. Po raz drugi odniósł zwycięstwo w roku 448 p.n.e., kiedy to wieniec zdobył również jego brat Akusilaos, startujący w zawodach bokserskich. Zwycięzcy bracia wzięli swego ojca Diagorasa na ramiona i obnieśli go wokół wiwatującej publiki, która obrzuciła ich kwiatami.